# Cambala cavernicola
Cambala cavernicola är en mångfotingart som beskrevs av Pocock 1894. Cambala cavernicola ingår i släktet Cambala och familjen Cambalidae. Inga underarter finns listade i Catalogue of Life.